# Route 59 (Manitoba)
La Route 59 (PTH 59) est une route provinciale importante du Manitoba. Elle relie la frontière canado-américaine près de Tolstoi à Victoria Beach, sur le Lac Winnipeg, en passant par Winnipeg.

## Description du tracé
La route 59 débute comme prolongement de la US 59 à la frontière. Elle se dirige vers le nord en passant par Tolstoi, Saint-Malo, La Rochelle, Saint-Pierre-Jolys, Touround et Île-des-Chênes. C'est un peu au sud de cette communauté, à l'intersection avec la route 210, que la route 59 devient une voie rapide à quatre voies. Elle continue de se diriger vers le nord et possède deux échangeurs, dont l'un avec la route 100, au sud de Winnipeg.
Dans les limites de Winnipeg, la route 59 prend le nom de Boulevard Lagimodière tout en coïncidant avec la Route 20 de Winnipeg alors qu'elle traverse l'est de la ville. En plus de la route 1, la route 59 croise plusieurs des routes de la ville. Alors qu'elle quitte la ville, elle croise la route 101 et continue son trajet vers le nord-est. Elle passe par Kirkness, East Selkirk et Libeau avant de passer de quatre à deux voies aux limites de la Première Nation Brokenhead. Elle continue vers le nord-est sur quelques kilomètres avant de bifurquer vers le nord. Elle atteint l'extrémité sud du Lac Winnipeg et le longe sur sa rive est jusqu'à Victoria Beach, où elle prend fin à l'intersection avec 8 Avenue. Le trajet se poursuit comme Arthur Road,,.

## Intersections majeures
| Division                                                        | Ville                       | km     | Destinations                                              | Notes                                                                         |
| --------------------------------------------------------------- | --------------------------- | ------ | --------------------------------------------------------- | ----------------------------------------------------------------------------- |
| No. 2                                                           |                             | 0,00   | US 59 sud – Lancaster, Thief River Falls                  | Continue au Minnesota                                                         |
| No. 2                                                           | Frontière canado-américaine | 0,00   |                                                           |                                                                               |
| No. 2                                                           | Tolstoi                     | 8,50   | PR 209 est – Gardenton                                    | Terminus ouest de la PR 209                                                   |
| No. 2                                                           |                             | 15,20  | PR 201 – Dominion City, Vita                              |                                                                               |
| No. 2                                                           |                             | 30,60  | PR 216 nord – Grunthal, Kleefeld, New Bothwell            | Terminus sud de la PR 216                                                     |
| No. 2                                                           | Saint-Malo                  | 41,30  | PR 218 sud                                                | Terminus nord de la PR 218                                                    |
| No. 2                                                           | Saint-Malo                  | 42,00  | PR 403 est                                                | Terminus ouest de la PR 403                                                   |
| No. 2                                                           | La Rochelle                 | 45,70  | PTH-23 ouest – Morris                                     | Terminus est de la PTH-23                                                     |
| No. 2                                                           |                             | 54,10  | PR 205 est – Grunthal                                     | Terminus sud du multiplex avec la PR 205                                      |
| No. 2                                                           | Saint-Pierre-Jolys          | 55,30  | PR 205 ouest – Aubigny, Rosenort                          | Terminus nord du multiplex avec la PR 205                                     |
| No. 2                                                           |                             | 65,80  | PTH-52 est – Steinbach, Mitchell, La Broquerie            | Terminus ouest de la PTH-52                                                   |
| No. 2                                                           |                             | 68,90  | PR 305 ouest – Sainte-Agathe                              | Terminus est de la PR 305                                                     |
| No. 2                                                           |                             | 73,80  | PR 311 – Niverville, Blumenort, New Bothwell              |                                                                               |
| No. 2                                                           |                             | 82,00  | PR 210 – Saint-Adolphe, Landmark, Sainte-Anne             |                                                                               |
| No. 2                                                           |                             | 87,10  | PR 405 est – Lorette                                      | Terminus ouest de la PR 405                                                   |
| Limite No. 2–No. 11                                             |                             | 95,80  | Traverse le canal de dérivation de la rivière Rouge       | Traverse le canal de dérivation de la rivière Rouge                           |
| No. 11                                                          | Winnipeg                    | 96,30  | Prairie Grove Road ouest                                  | Échangeur                                                                     |
| No. 11                                                          | Winnipeg                    | 98,00  | PTH-100 (Perimeter Highway) / Début de la Route 20        | Échangeur; terminus sud du multiplex avec la Route 20; sortie 8 de la PTH-100 |
| No. 11                                                          | Winnipeg                    | 101,20 | Route 165 ouest (Abinojii Mikanah)                        |                                                                               |
| No. 11                                                          | Winnipeg                    | 102,90 | PTH-1 / Route 135 (Fermor Avenue)                         |                                                                               |
| No. 11                                                          | Winnipeg                    | 106,50 | Route 115 ouest (Marion Street)                           | Terminus sud du multiplex avec la Route 115                                   |
| No. 11                                                          | Winnipeg                    | 107,00 | Route 115 est (Dugald Road)                               | Terminus nord du multiplex avec la Route 115                                  |
| No. 11                                                          | Winnipeg                    | 108,40 | Route 37 (Regent Avenue)                                  |                                                                               |
| No. 11                                                          | Winnipeg                    | 110,10 | Concordia Avenue                                          | Échangeur                                                                     |
| No. 11                                                          | Winnipeg                    | 112,10 | Route 17 (Chief Peguis Trail)                             |                                                                               |
| No. 11                                                          | Winnipeg                    | 114,40 | Fin de la Route 20                                        | Terminus nord du multiplex avec la Route 20                                   |
| No. 13                                                          |                             | 114,40 | PTH-101 (Perimeter Highway)                               | Échangeur                                                                     |
| No. 13                                                          |                             | 117,10 | PR 202 nord (Birds Hill Road) – Birds Hill                | Terminus sud de la PR 202                                                     |
| No. 12                                                          |                             | 119,20 | Traverse le canal de dérivation de la rivière Rouge       | Traverse le canal de dérivation de la rivière Rouge                           |
| No. 12                                                          |                             | 119,50 | Oasis Road                                                | Échangeur; sortie direction nord, entrée direction sud                        |
| Limite No. 12–No. 13                                            |                             | 120,70 | PR 213 est (Garven Road) – Hazelridge, Oakbank            | Terminus ouest de la PR 213                                                   |
| No. 13                                                          |                             | 126,60 | Parc provincial de Birds Hill                             | Échangeur                                                                     |
| No. 13                                                          |                             | 134,80 | PTH-44 – Lockport, Beauséjour                             | Échangeur                                                                     |
| No. 13                                                          |                             | 139,50 | PR 509 ouest – Selkirk                                    | Terminus est de la PR 509                                                     |
| No. 13                                                          |                             | 142,00 | PR 212 – East Selkirk                                     |                                                                               |
| No. 13                                                          |                             | 145,00 | PR 435 est                                                | Terminus ouest de la PR 435                                                   |
| No. 13                                                          |                             | 147,80 | PTH-4 ouest – Selkirk                                     | Terminus est de la PTH-4                                                      |
| No. 13                                                          |                             | 151,80 | PR 508 sud                                                | Terminus nord de la PR 508                                                    |
| No. 13                                                          |                             | 160,30 | PR 317 – Libau, Lac-du-Bonnet                             |                                                                               |
| No. 13                                                          |                             | 177,50 | PR 319 ouest – Patricia Beach                             | Terminus est de la PR 319                                                     |
| Limite No. 13–No. 1                                             |                             | 182,50 | PTH-12 sud – Beauséjour, Sainte-Anne, Steinbach           | Terminus sud du multiplex avec la PTH-12                                      |
| Limite No. 13–No. 1                                             |                             | 184,50 | PR 304 nord – Powerview-Pine Falls PR 500 nord – Beaconia | Terminus sud de la PR 304; terminus sud de la PR 500                          |
| Limite No. 13–No. 1                                             |                             | 192,80 | PTH-12 nord – Grand Beach                                 | Terminus nord du multiplex avec la PTH-12                                     |
| No. 1                                                           |                             | 205,90 | PTH-11 sud – Powerview-Pine Falls                         | Terminus nord de la PTH-11                                                    |
| No. 1                                                           |                             | 213,70 | PR 504 nord – Sandy Bay, Wanasing Beach                   | Terminus sud de la PR 504                                                     |
| No. 1                                                           |                             | 215,30 | 8 Avenue / Arthur Road                                    |                                                                               |
| - Terminus de multiplex - Accès incomplet - Transition de route |                             |        |                                                           |                                                                               |